# Földes Anna
Földes Anna (Budapest, 1930. augusztus 15. – 2017. április 24.) magyar író, újságíró, kritikus, irodalomtörténész, főiskolai tanár.

## Életpályája
Földes Dezső és Neumann Mária (1898–1944) lánya. Édesanyja a holokauszt áldozata lett. 1948–1952 között a Pázmány Péter Tudományegyetem Bölcsészettudományi Karának magyar-angol szakos hallgatója; valamint a Március Tizenötödike és a Szabad Ifjúság munkatársa volt. 1952–1956 között az Irodalmi Újság újságírója volt. 1957–1993 között a Nők Lapja kulturális rovatvezetőjeként dolgozott. 1980–1990 között a Színházi Kritikusok Nemzetközi Szövetségének VB tagja, 1985–1997 között a magyar tagozat elnöke volt. 1990-től a Magyar Tudományos Akadémia Színház-, Film- és Tánctudományi Bizottságának tagja. 1991–2002 között a Bálint György Újságíró Iskola igazgatója, ahol műfaj- és médiaismeretet tanított. 1998-tól címzetes főiskolai tanár.

## Magánélete
1951-ben házasságot kötött Mihályi Gábor (1923–2021) irodalomtörténésszel. Egy fiuk született: Péter (1953)

## Művei
- Móra Ferenc (monográfia, 1958)
- A giccs az irodalomban (tanulmány, 1962)
- Bródy Sándor (monográfia, 1964)
- Női szemmel hat országban (riportok, 1967)
- Húsz év - húsz regény (tanulmány, 1968)
- Karrierek, vallomások (interjúk, 1970)
- A nő szerepe: főszerep (interjúk, 1972)
- A rendezőé a szó (riportok, 1974)
- Próza jelenidőben (tanulmány, 1976)
- Női szemmel három világrészben (riportok, 1976)
- A színészé a szó (riportok, 1976)
- Így élt… Móra Ferenc (életrajz, 1977)
- Családi kör 78 (interjúk, 1979)
- Így élt… Jászai Mari (életrajz, 1981)
- Jászai Mari és a magyar színház (tanulmány, 1983)
- Beszélgetni jó (interjúk, 1985)
- Örkény-színház (tanulmányok, interjúk, 1985)
- A költő felel (interjúk, 1986)
- Színésznek született (interjúk, 1987)
- Kaffka Margit (életrajz, 1987)
- Az interjú (1999)
- Az Irodalmi Újság könyve (2001)
- Törőcsik Mari (Kőháti Zsolttal, 2005)
- Örkény a színpadon (2006)
- Megismételhetetlen találkozások. Egy nagy nemzedék kortársa voltam, avagy pályám párbeszédes emlékezete; Új Világ–Antonin Liehm Alapítvány, Bp., 2006 (Európai kulturális füzetek)
- A mi forradalmunk; szerk. Földes Anna, Mihályi Gábor; Új Világ–Antonin Liehm Alapítvány, Bp., 2006 (Európai kulturális füzetek)
- Ibsen én vagyok. Jon Fosse és Kovács katáng Ferenc drámái Henrik Ibsenről, Földes Anna írásai a magyar színházról; szerk. Mihályi Gábor; Új Világ–Antonin Liehm Alapítvány, Bp., 2007 (Európai kulturális füzetek)
- Kézdy György. Pályakép; Gabbiano Print, Bp., 2011
- Miért nem írok önéletrajzot? Egy krónikás krónikája; Gabbiano Print, Bp., 2012
- Ősbemutató után. Kortárs magyar drámák sorsa; Országos Színháztörténeti Múzeum és Intézet, Bp., 2015

## Díjai, kitüntetései
- A Munka Érdemrend ezüst fokozata (1964)
- Kiváló Munkáért díj (1980)
- Színikritikusok Díja (1984, 1990)
- Rózsa Ferenc-díj (1985)
- Aranytoll (2000)
- Radnóti Miklós antirasszista díj (2010)